# Sus scrofa leucomystax
Il cinghiale giapponese (Sus scrofa leucomystax Temminck, 1842) è una sottospecie del cinghiale comune, Sus scrofa.

## Distribuzione

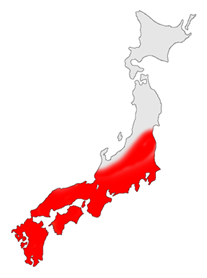
l'areale del cinghiale giapponese.

Come intuibile dal nome comune della specie, il cinghiale giapponese è diffuso in Giappone centro-meridionale, abitando le isole Kyūshū e Shikoku e la parte centro-orientale e meridionale dell'isola di Honshū. Il suo habitat è rappresentato dai boschi montani ben maturi e dalle aree cespugliose con presenza di pozze d'acqua permanenti, mentre evita le aree rocciose.

## Descrizione

### Dimensioni
Misura fino a 120 cm di lunghezza e 70 cm al garrese, per un peso che può superare il quintale.

### Aspetto
Rispetto al cinghiale eurasiatico, ha aspetto più tozzo ed arrotondato e testa più piccola ed allungata, con piccole orecchie molto villose: le setole, corte e lucenti, sono grigie brizzolate di nero su testa, fianchi e dorso, mentre il ventre e la parte interna delle zampe (che sono nerastre) è biancastro. Bianchi sono anche la coda ed il muso: da quest'ultima caratteristica deriva il nome scientifico della sottospecie (leucomystax = "dai baffi bianchi"). La fronte, le spalle e la linea lungo la spina dorsale sono ricoperti da setole bruno-dorate brizzolate di nero.

## Biologia

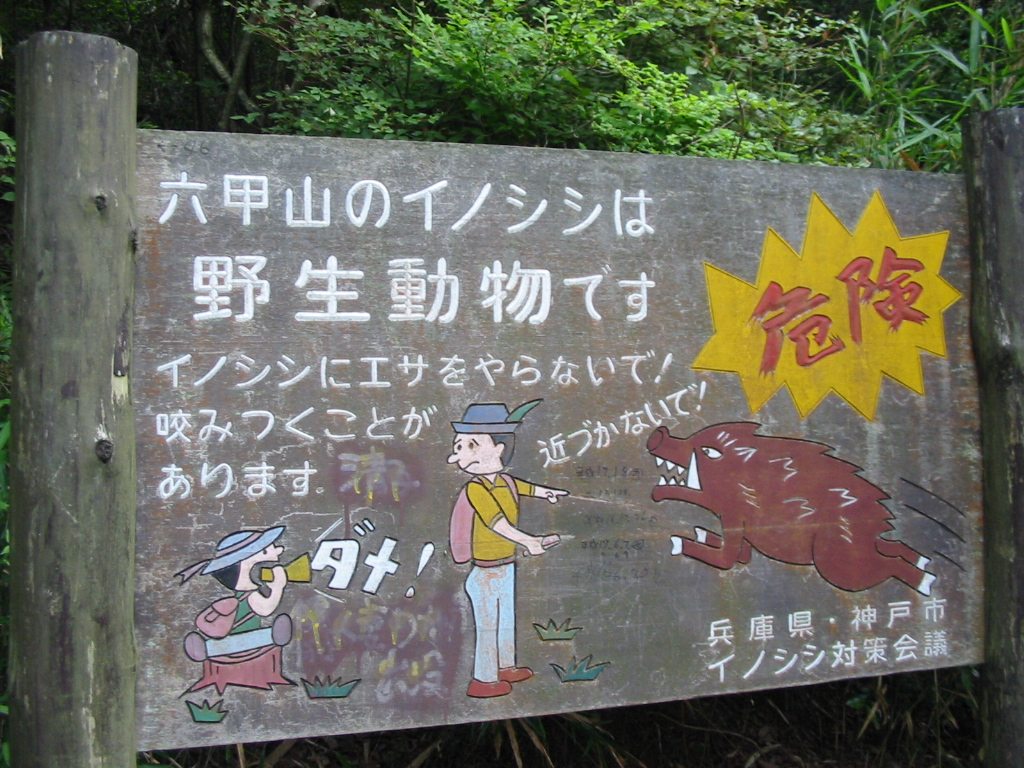
Un cartello giapponese in cui si avvisano i visitatori del parco a stare in guardia dai cinghiali.

Si tratta di animali dalle abitudini principalmente crepuscolari e notturne: nelle aree non antropizzate, tuttavia, è possibile avvistarli in pieno giorno. Le femmine ed i giovani maschi muovono in gruppetti di una decina d'individui, mentre i vecchi maschi passano in solitudine la maggior parte dell'anno, avvicinandosi ai branchi di femmine solo durante il periodo degli amori.
Si nutrono di qualsiasi cosa trovino sul loro cammino: la maggior parte della loro dieta è rappresentata da materiale di origine vegetale, come ghiande, bacche, tuberi e frutti, tuttavia non rifiutano certo di mangiare insetti ed altri invertebrati, piccoli vertebrati, uova e perfino carogne di animali morti, qualora se ne presenti loro l'occasione.
Durante il periodo degli amori i maschi adulti si sfidano a duello per contendersi i gruppetti di femmine fertili con le quali accoppiarsi: il combattimento vero e proprio, assai cruento, è piuttosto raro, venendo preceduto da una serie di rituali di minaccia atti a scoraggiare gli individui più deboli.

La gestazione dura poco più di tre mesi, al termine dei quali la femmina, isolatasi dal proprio branco, dà alla luce nel folto della vegetazione fino a 15 piccoli, dal caratteristico manto striato. I piccoli restano nascosti fino a una settimana di vita, dopodiché cominciano a seguire la madre nei suoi spostamenti: la femmina è estremamente protettiva nei loro confronti, divenendo anche potenzialmente pericolosa in quanto non esita ad attaccare qualsiasi essere vivente nei paraggi possa per lei rappresentare una minaccia per la sua prole, sia esso un ignaro passante o un pericoloso predatore.

I piccoli si separano dalla madre attorno all'anno d'età, quando durante la nuova stagione degli amori i grossi maschi li scacciano in malo modo per accoppiarsi con la femmina.